# Liste des monuments historiques de la Guyane
Cet article recense les monuments historiques de Guyane.

## Statistiques
Au 30 juillet 2025, la Guyane compte 91 édifices comportant au moins une protection au titre des monuments historiques, dont 26 sont classés et 67 sont inscrits. Le total des monuments classés et inscrits est supérieur au nombre total de monuments protégés car plusieurs d'entre eux sont à la fois classés et inscrits.

## Liste
Du fait du nombre d'édifices protégés à Cayenne, la commune fait l'objet d'une liste séparée : voir la liste des monuments historiques de Cayenne.
| Monument                                                   | Commune                 | Adresse                                     | Coordonnées                        | Notice         | Protection     | Date      | Illustration                                    |
| ---------------------------------------------------------- | ----------------------- | ------------------------------------------- | ---------------------------------- | -------------- | -------------- | --------- | ----------------------------------------------- |
| Roche Crabe                                                | Camopi                  |                                             | à géolocaliser                     | « PA97300009 » | Inscrit        | 2002      | Image manquante Téléverser                      |
| Église Saint-Joseph d'Iracoubo                             | Iracoubo                | Rue Eugène Ronda-Silva                      | 5° 28′ 46″ nord, 53° 12′ 24″ ouest | « PA00105896 » | Classé         | 1978      | Église Saint-Joseph d'Iracoubo                  |
| Presbytère d'Iracoubo                                      | Iracoubo                | Rue Théodule Lama                           | 5° 28′ 48″ nord, 53° 12′ 24″ ouest | « PA00105921 » | Classé         | 1993      | Image manquante Téléverser                      |
| Roches gravées de la Carapa                                | Kourou                  |                                             | 5° 09′ 29″ nord, 52° 39′ 52″ ouest | « PA00125427 » | Classé         | 1993      | Roches gravées de la Carapa                     |
| Église Saint-Joseph de Mana                                | Mana                    |                                             | 5° 39′ 57″ nord, 53° 46′ 37″ ouest | « PA00105907 » | Classé         | 1987 1989 | Église Saint-Joseph de Mana                     |
| Immeuble                                                   | Mana                    | 22 rue Javouhey                             | 5° 36′ 25″ nord, 53° 49′ 05″ ouest | « PA00135685 » | Inscrit        | 1995      | Image manquante Téléverser                      |
| Immeuble                                                   | Mana                    | 7 rue Saint-Joseph                          | 5° 39′ 57″ nord, 53° 46′ 35″ ouest | « PA00135686 » | Inscrit        | 1995      | Image manquante Téléverser                      |
| Léproserie de l'Acarouany                                  | Mana                    |                                             | 5° 35′ 31″ nord, 53° 48′ 47″ ouest | « PA00135687 » | Classé         | 1999      | Image manquante Téléverser                      |
| Maison des sœurs de Saint-Joseph-de-Cluny                  | Mana                    | 1 rue Patrice Bourguignon                   | 5° 39′ 59″ nord, 53° 46′ 36″ ouest | « PA00105908 » | Classé         | 1987      | Image manquante Téléverser                      |
| Site archéologique de la montagne de la Trinité            | Mana                    |                                             | à géolocaliser                     | « PA00105933 » | Inscrit        | 2000      | Image manquante Téléverser                      |
| Abri de l'Inselberg Susky                                  | Maripasoula             |                                             | 2° 34′ 34″ nord, 54° 13′ 41″ ouest | « PA97300012 » | Inscrit        | 2002      | Image manquante Téléverser                      |
| Entités archéologiques de l'Inselberg de la Mamilipann     | Maripasoula             |                                             | à géolocaliser                     | « PA97300021 » | Inscrit        | 2021      | Image manquante Téléverser                      |
| Roches gravées de la crique du Marouini                    | Maripasoula             |                                             | à géolocaliser                     | « PA00135688 » | Inscrit        | 1995      | Image manquante Téléverser                      |
| Fort Trio                                                  | Matoury                 |                                             | 4° 50′ 52″ nord, 52° 17′ 18″ ouest | « PA00135689 » | Inscrit        | 1995      | Image manquante Téléverser                      |
| Camp central de Crique Anguille                            | Montsinéry-Tonnégrande  |                                             | 4° 49′ 45″ nord, 52° 31′ 06″ ouest | « PA97300022 » | Inscrit        | 2023      | Image manquante Téléverser                      |
| Église Saint-Jean-Baptiste de Montsinéry                   | Montsinéry-Tonnegrande  |                                             | 4° 53′ 32″ nord, 52° 29′ 36″ ouest | « PA00135690 » | Inscrit        | 1995      | Église Saint-Jean-Baptiste de Montsinéry        |
| Sites de la Carrière et de l'Anse de la Montagne d'Argent  | Ouanary                 |                                             | 4° 23′ 26″ nord, 51° 41′ 46″ ouest | « PA97300010 » | Inscrit        | 2002      | Image manquante Téléverser                      |
| Écomusée municipal d'Approuague-Kaw ou Maison Aubin-Laigné | Régina                  | 1 rue Gaston-Monnerville                    | 4° 18′ 55″ nord, 52° 07′ 43″ ouest | « PA97300019 » | Inscrit        | 2020      | Image manquante Téléverser                      |
| Roches gravées de la Montagne Favard                       | Régina                  | Kaw                                         | 4° 30′ 12″ nord, 52° 02′ 38″ ouest | « PA00105922 » | Inscrit        | 1991      | Roches gravées de la Montagne Favard            |
| Abattis Evrard                                             | Rémire-Montjoly         |                                             | 4° 52′ 47″ nord, 52° 16′ 28″ ouest | « PA97300003 » | Inscrit        | 2002      | Image manquante Téléverser                      |
| Ancienne école du bourg de Remire                          | Rémire-Montjoly         | 416 route du Mahury                         | 4° 53′ 10″ nord, 52° 16′ 34″ ouest | « PA97300013 » | Inscrit        | 2012      | Image manquante Téléverser                      |
| École de Montjoly                                          | Rémire-Montjoly         |                                             | 4° 54′ 46″ nord, 52° 16′ 22″ ouest | « PA00105920 » | Inscrit        | 1989      | Image manquante Téléverser                      |
| Fort Diamant                                               | Rémire-Montjoly         |                                             | 4° 52′ 13″ nord, 52° 14′ 51″ ouest | « PA00105909 » | Classé         | 1980      | Fort Diamant                                    |
| Habitation Loyola                                          | Rémire-Montjoly         |                                             | 4° 53′ 56″ nord, 52° 16′ 13″ ouest | « PA00125428 » | Inscrit        | 1993      | Habitation Loyola                               |
| Habitation Vidal                                           | Rémire-Montjoly         |                                             | 4° 51′ 59″ nord, 52° 17′ 44″ ouest | « PA00135691 » | Classé         | 1999      | Habitation Vidal                                |
| Moulin à vent de Rémire-Montjoly                           | Rémire-Montjoly         |                                             | à géolocaliser                     | « PA00132726 » | Classé         | 1994      | Image manquante Téléverser                      |
| Polissoirs de l'APCAT                                      | Rémire-Montjoly         |                                             | 4° 53′ 42″ nord, 52° 15′ 29″ ouest | « PA97300006 » | Inscrit        | 2002      | Image manquante Téléverser                      |
| Polissoirs de Montravel                                    | Rémire-Montjoly         |                                             | 4° 54′ 31″ nord, 52° 15′ 34″ ouest | « PA97300008 » | Inscrit        | 2002      | Image manquante Téléverser                      |
| Polissoirs de Roche Caïa                                   | Rémire-Montjoly         |                                             | 4° 53′ 36″ nord, 52° 15′ 18″ ouest | « PA97300005 » | Inscrit        | 2002      | Image manquante Téléverser                      |
| Polissoirs de la Roche Piaie                               | Rémire-Montjoly         |                                             | 4° 54′ 11″ nord, 52° 15′ 46″ ouest | « PA97300007 » | Inscrit        | 2002      | Image manquante Téléverser                      |
| Roche gravée de Grand Beauregard Sud                       | Rémire-Montjoly         | Route de Mahury                             | 4° 52′ 57″ nord, 52° 16′ 25″ ouest | « PA97300002 » | Inscrit        | 2002      | Image manquante Téléverser                      |
| Roches de la Crique Pavée                                  | Rémire-Montjoly         | Pascaud-Est                                 | 4° 51′ 35″ nord, 52° 16′ 13″ ouest | « PA00105910 » | Classé         | 1980      | Image manquante Téléverser                      |
| Roches gravées de Palulu                                   | Rémire-Montjoly         |                                             | 4° 51′ 39″ nord, 52° 16′ 10″ ouest | « PA97300004 » | Inscrit        | 2002      | Image manquante Téléverser                      |
| Serpent de Pascaud                                         | Rémire-Montjoly         |                                             | 4° 51′ 26″ nord, 52° 16′ 09″ ouest | « PA97300001 » | Inscrit        | 2002      | Serpent de Pascaud                              |
| Roches gravées des Montagnes Anglaises                     | Roura                   |                                             | à géolocaliser                     | « PA97300011 » | Inscrit        | 2002      | Image manquante Téléverser                      |
| Église Saint-Dominique de Roura                            | Roura                   | place Gaston-Monnerville                    | 4° 43′ 32″ nord, 52° 19′ 36″ ouest | « PA97300023 » | Inscrit        | 2023      | Image manquante Téléverser                      |
| Camp de la Transportation                                  | Saint-Laurent-du-Maroni |                                             | 5° 30′ 13″ nord, 54° 01′ 52″ ouest | « PA00105911 » | Classé         | 1995      | Camp de la Transportation                       |
| Église Saint-Laurent de Saint-Laurent-du-Maroni            | Saint-Laurent-du-Maroni | Avenue du Colonel-Chandon                   | 5° 30′ 12″ nord, 54° 01′ 39″ ouest | « PA00135692 » | Inscrit        | 1995      | Église Saint-Laurent de Saint-Laurent-du-Maroni |
| Hôpital André-Bouron                                       | Saint-Laurent-du-Maroni | Avenue du Général-de-Gaulle                 | 5° 30′ 02″ nord, 54° 01′ 52″ ouest | « PA00105912 » | Classé         | 1999      | Hôpital André-Bouron                            |
| Maison Bleue                                               | Saint-Laurent-du-Maroni | 26 rue Montravel 8 rue Tourtet              | 5° 30′ 05″ nord, 54° 01′ 44″ ouest | « PA00135693 » | Inscrit Classé | 1995 2014 | Image manquante Téléverser                      |
| Maison du receveur des douanes                             | Saint-Laurent-du-Maroni | place de la République 11 boulevard Malouet | 5° 30′ 22″ nord, 54° 01′ 41″ ouest | « PA97300018 » | Inscrit        | 2016      | Image manquante Téléverser                      |
| Presbytère                                                 | Saint-Laurent-du-Maroni | 3 avenue Félix Éboué                        | 5° 30′ 12″ nord, 54° 01′ 41″ ouest | « PA97300017 » | Inscrit        | 2016      | Image manquante Téléverser                      |
| Relais Barcarel                                            | Saint-Laurent-du-Maroni |                                             | 5° 30′ 08″ nord, 54° 01′ 44″ ouest | « PA97300020 » | Inscrit        | 2020      | Image manquante Téléverser                      |
| Résidence du sous-préfet                                   | Saint-Laurent-du-Maroni |                                             | 5° 30′ 23″ nord, 54° 01′ 38″ ouest | « PA00105923 » | Classé         | 1993      | Image manquante Téléverser                      |
| Sous-préfecture de Saint-Laurent-du-Maroni                 | Saint-Laurent-du-Maroni | 4 avenue Général-de-Gaulle                  | 5° 30′ 00″ nord, 54° 01′ 53″ ouest | « PA00105914 » | Inscrit        | 1979      | Sous-préfecture de Saint-Laurent-du-Maroni      |
| Subdivision de l'équipement                                | Saint-Laurent-du-Maroni | Rue des Ponts-et-Chaussées                  | 5° 29′ 58″ nord, 54° 01′ 52″ ouest | « PA00105915 » | Inscrit        | 1979      | Image manquante Téléverser                      |
| Trésorerie de Saint-Laurent-du-Maroni                      | Saint-Laurent-du-Maroni | 5 avenue du Général-de-Gaulle               | 5° 30′ 00″ nord, 54° 01′ 53″ ouest | « PA00105913 » | Classé         | 1999      | Image manquante Téléverser                      |
| Église Saint-Antoine-de-Padoue de Saül                     | Saül                    |                                             | 3° 37′ 46″ nord, 53° 12′ 21″ ouest | « PA00105924 » | Classé         | 1993      | Église Saint-Antoine-de-Padoue de Saül          |